# همپستد هیث

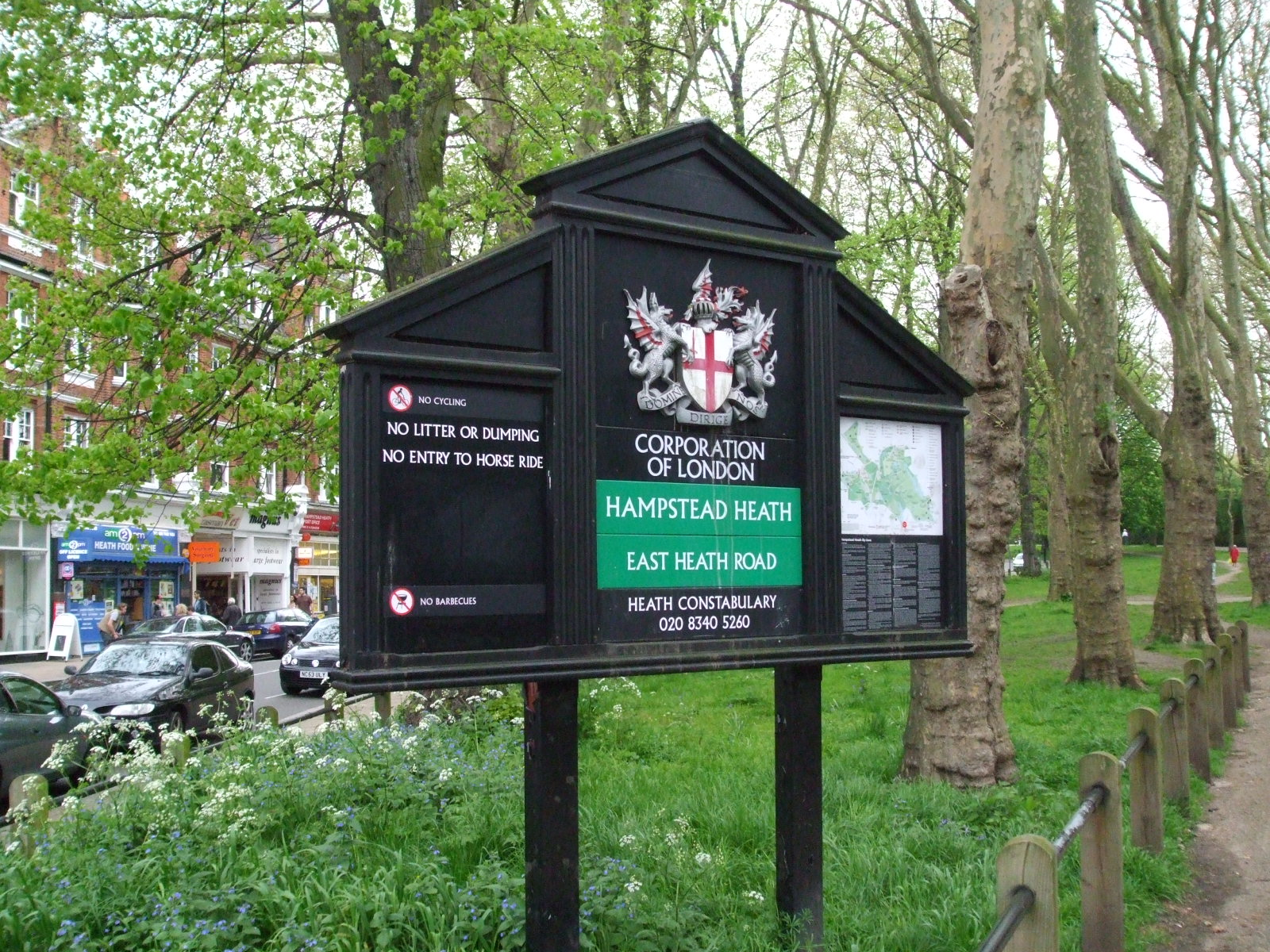
تابلو همپستد هیث در جنوب غربی خلنگزار

همپستد هیث (انگلیسی: Hampstead Heath) یک خلنگزار باستانی در شهر لندن، انگلستان است. این چمنزار عمومی که مابین هایگیت و همپستد قرار دارد دارای ۳۲۰ هکتار وسعت می‌باشد، اولین بار در کتاب‌های تاریخی سال ۹۸۶ میلادی در دوران حکومت اتلرد بدسگال از این محوطه و زمین‌های آن نام برده شده است.
امروزه در این خلنگزار جانورانی همچون مار آبی، روباه، خرگوش، سنجاب، قورباغه، ماهی‌خورک معمولی، زاغچه، خفاش آبی، گوزن فریادکش و ملنگو یافت می‌شود، همچنین همپستید هیث دارای ۲۵ آبگیر و برکه می‌باشد.

## نگارخانه
پانورامای لندن از کن وود

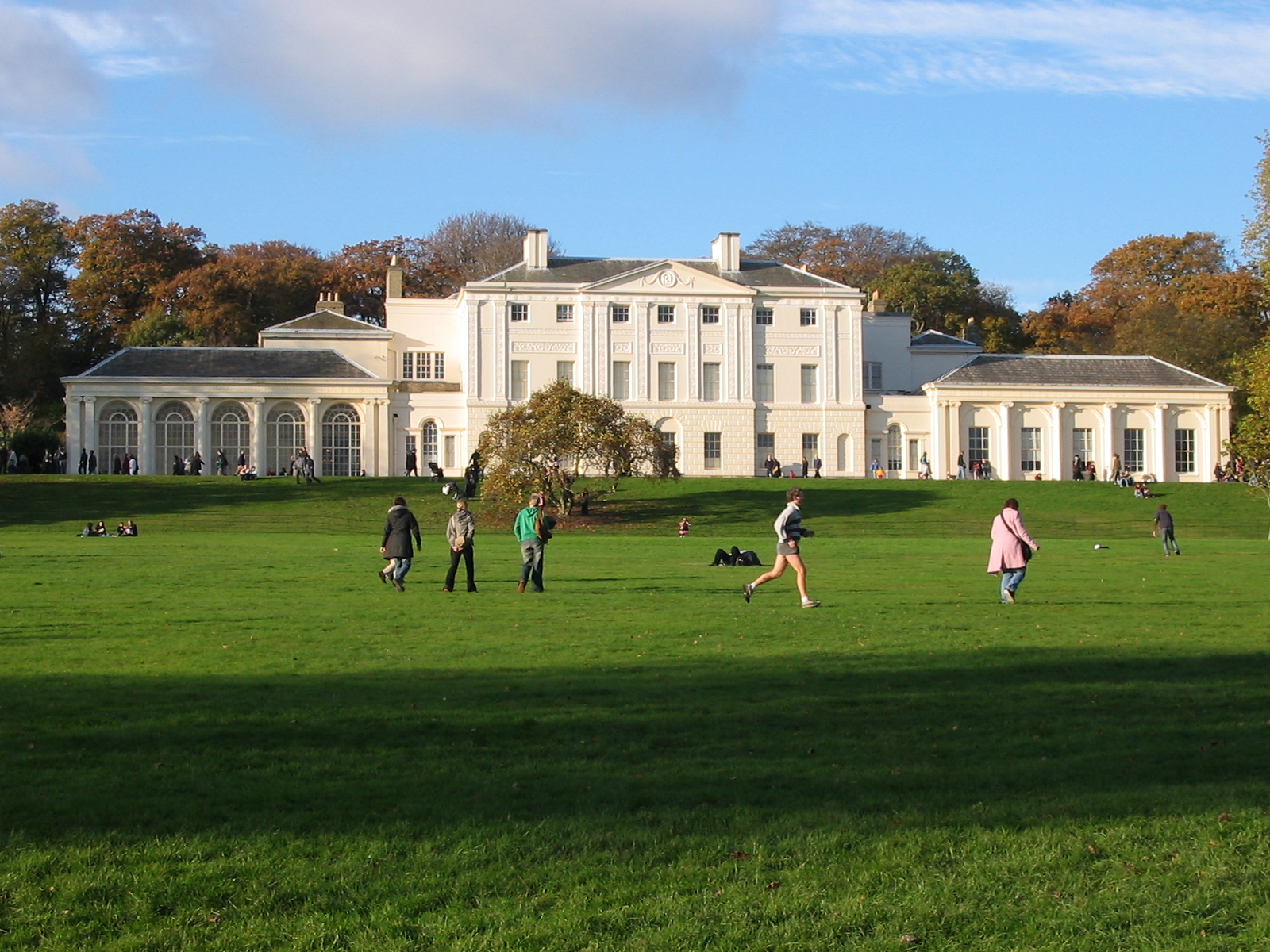
عمارت کن وود
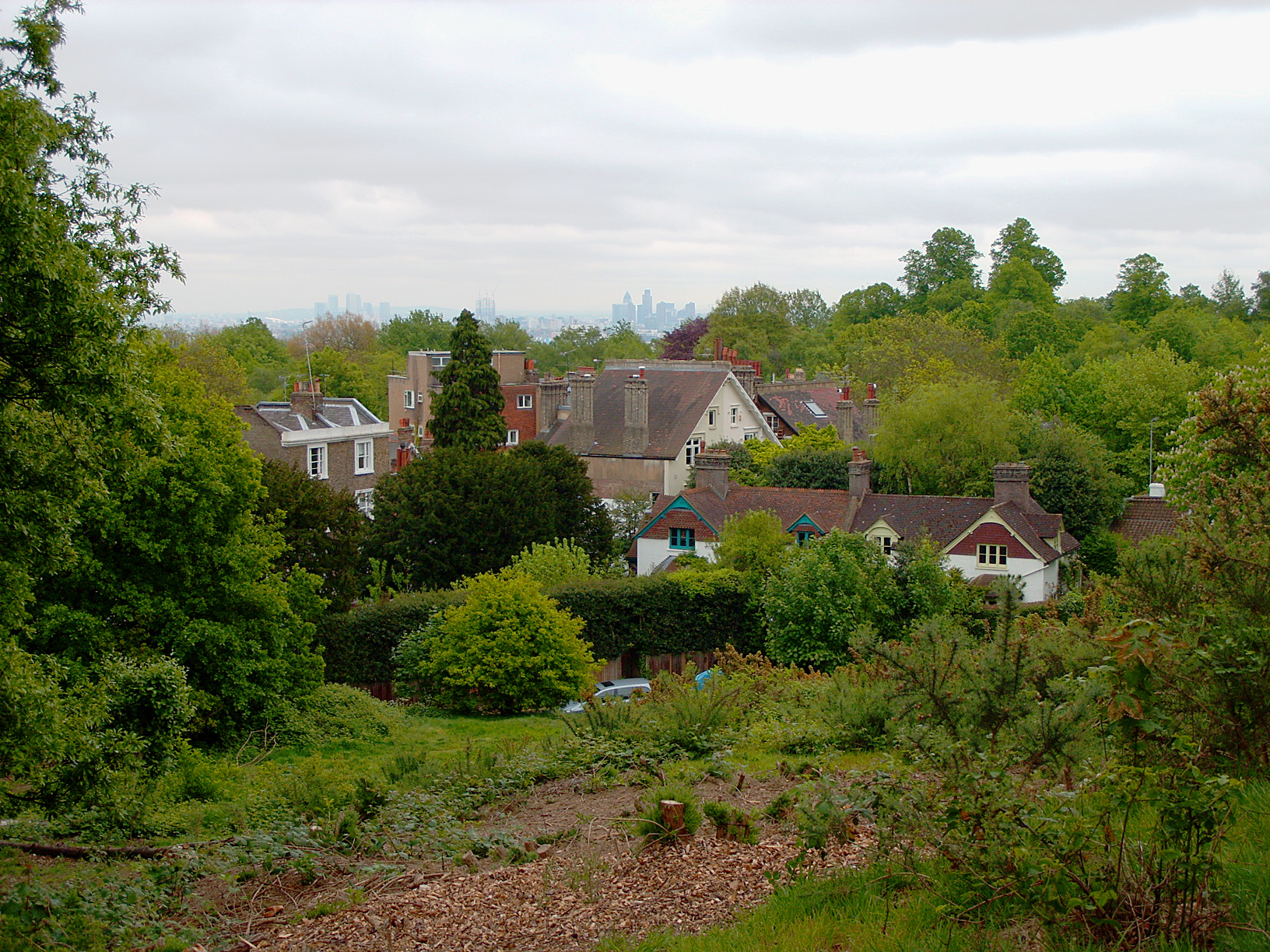
دره سلامتی
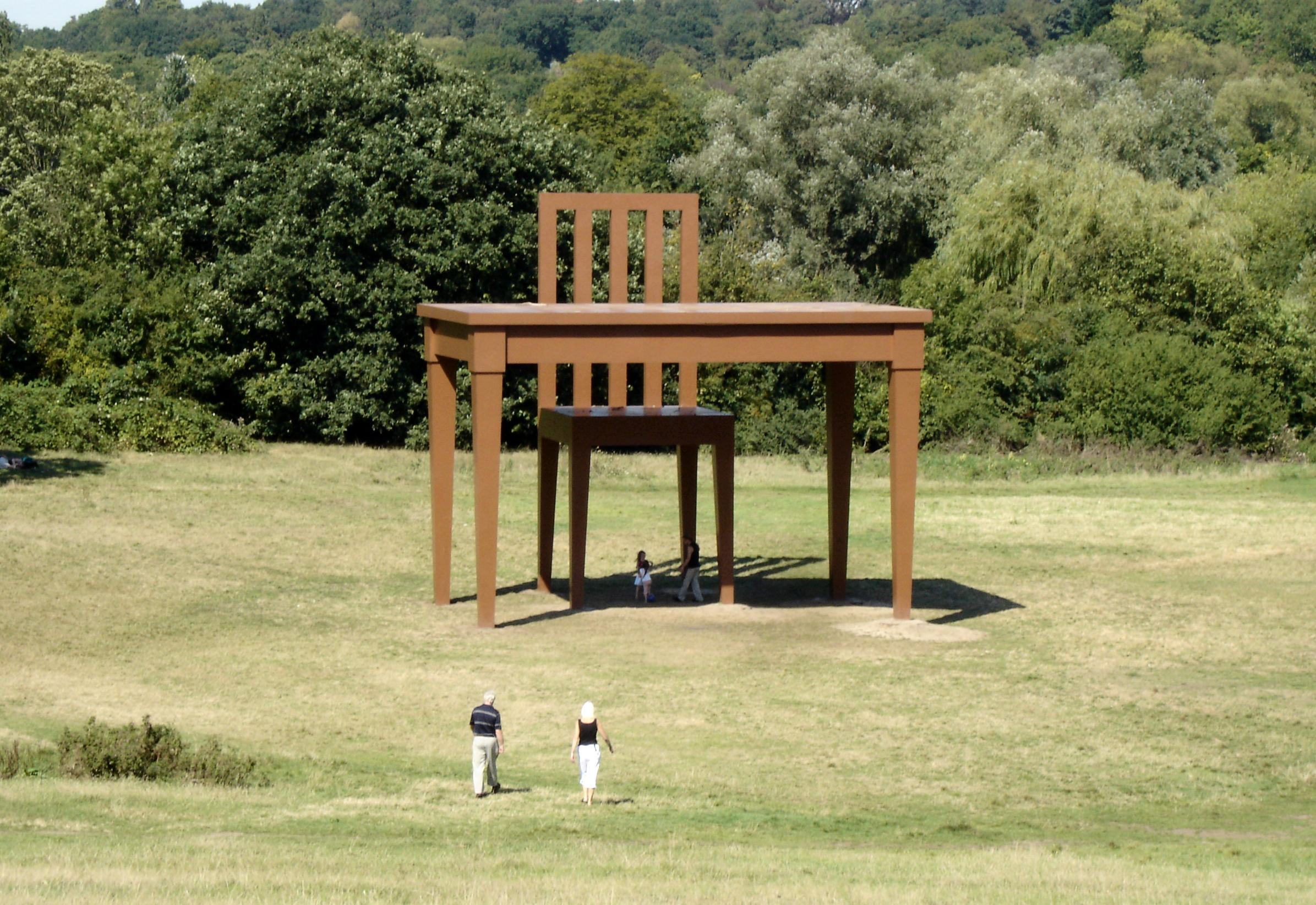
نویسنده، سازه موقت در سال ۲۰۰۶
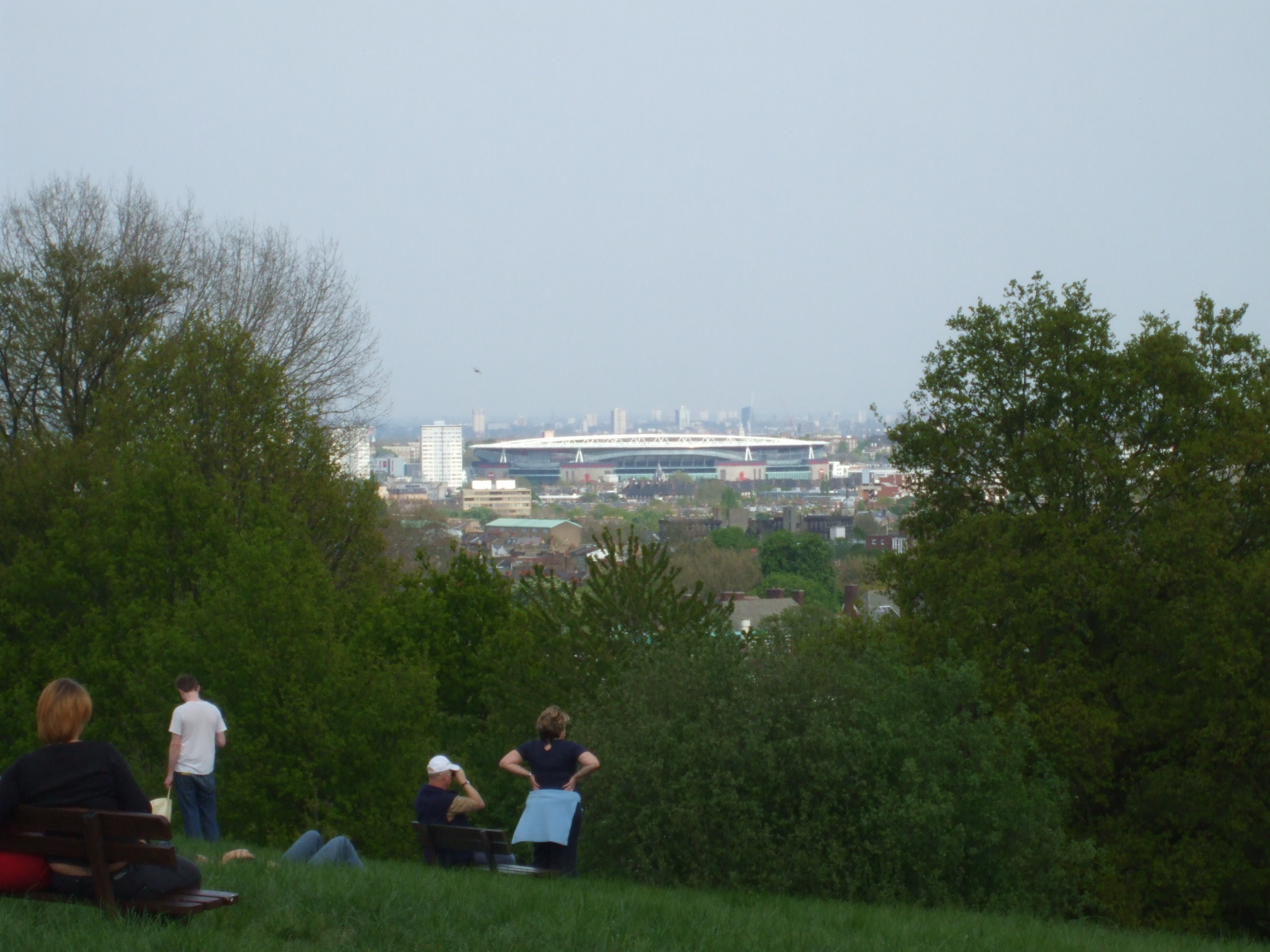
چشم انداز باشگاه فوتبال آرسنال ورزشگاه امارات   از همپستد هیث
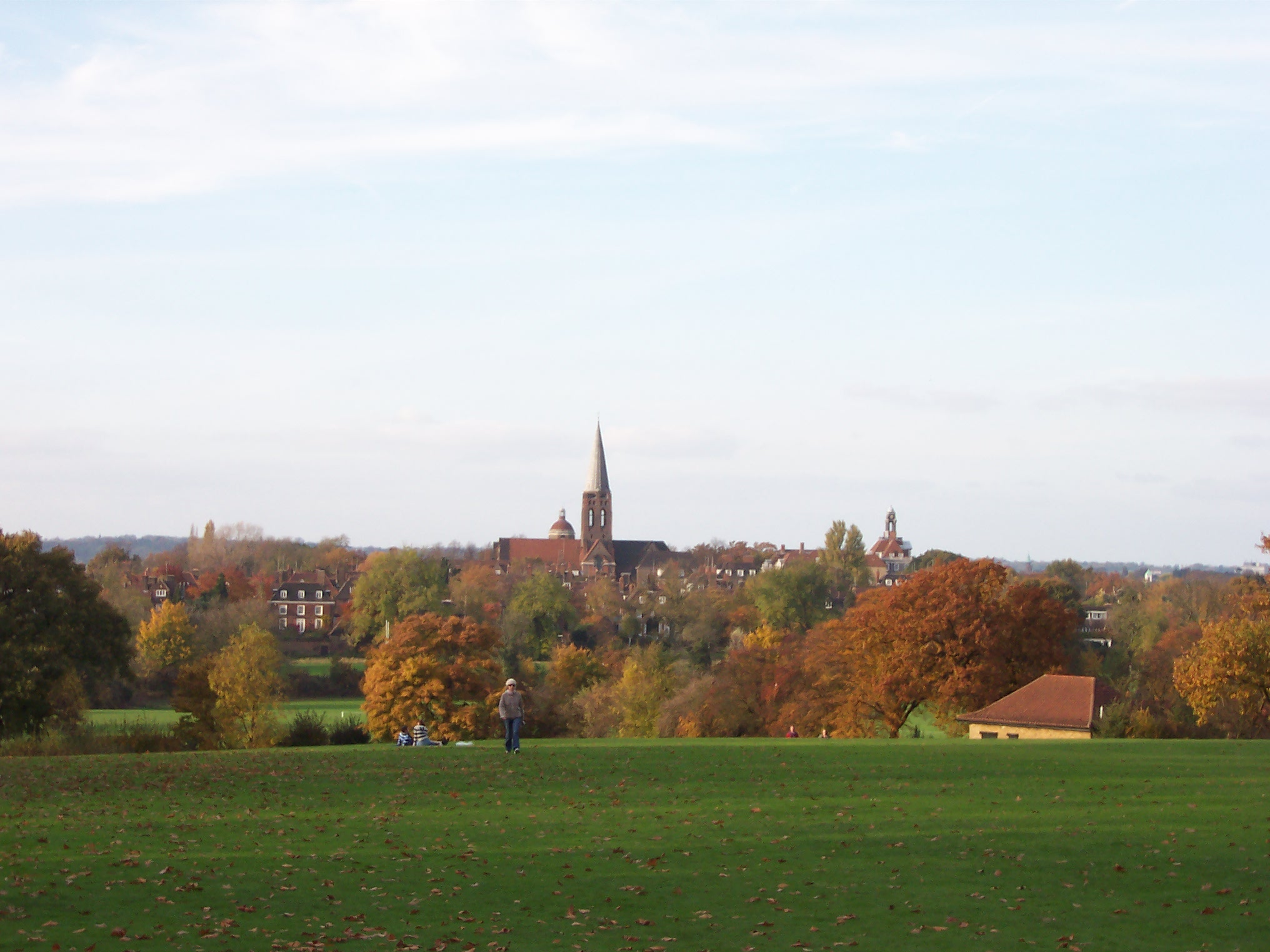
چشم انداز کلیسای سنت جود از حومه باغ همپستد
پانورامای لندن از پارلمان هیل